# Rarities (альбом Roxette)
Rarities — перша компіляція шведського гурту «Roxette». Випущена 1995 року. Станом на 2001 рік було продано понад 1 мільйон копій збірки по всьому світу

## Список композицій
1. «Vulnerable» (single version)
2. «Fingertips '93» (new version)
3. «Dressed for Success» (Look Sharp! U.S. mix, remix by Chris Lord-Alge)
4. «Joyride» (MTV Unplugged version)
5. «The Look» (MTV Unplugged version)
6. «Dangerous» (MTV Unplugged version)
7. «The Sweet Hello, The Sad Goodbye» (B-side to the «Spending My Time» single)
8. «The Voice» (B-side to the «Dressed for Success» single)
9. «Almost Unreal» (Demo / February '93)
10. «Fireworks» (Jesus Jones Remix)
11. «Spending My Time» (Electric Dance Remix)
12. «One Is Such A Lonely Number» (Demo / September '87, B-side to the «The Big L.» single)

## Чарти
| Чарти (1995)             | Найвища позиція |
| ------------------------ | --------------- |
| Japanese Albums (Oricon) | 17              |